# Liste des aéroports et aérodromes en Moldavie
Liste des aéroports et aérodromes en Moldavie, par emplacements.
Pour une liste par noms d'aéroports, voir Catégorie:Aéroport en Moldavie
| \| 50 km1:6 237 000 \| Chișinău Bălți-Leadoveni Aérodrome de Tiraspol Bălți-Ville |
| 50 km1:6 237 000                                                                  |

| EMPLACEMENT | OACI | IATA | NOM DE L'AÉROPORT |
| ----------- | ---- | ---- | ----------------- |
| Bălți       | LUBL | BZY  | Bălți-Leadoveni   |
| Chișinău    | LUKK | RMO  |                   |